# Serie A 1950 (pallavolo maschile)

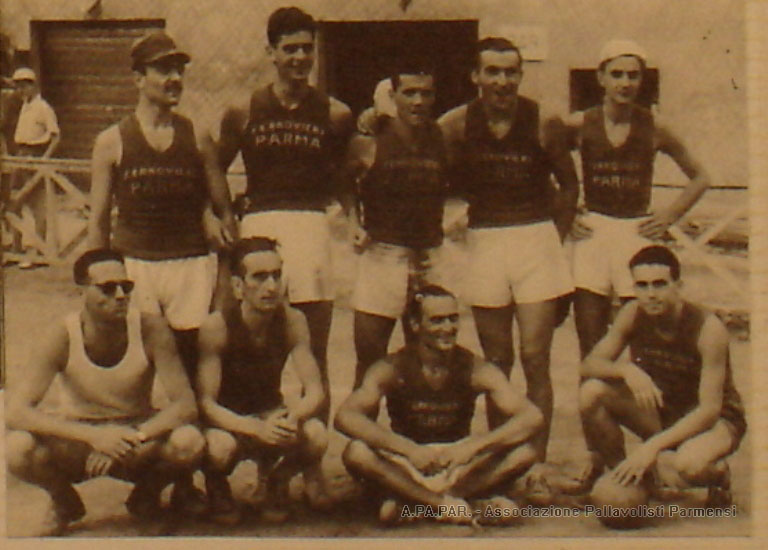
La Ferrovieri Parma vincitrice del suo primo scudetto

La Serie A maschile FIPAV 1950 fu la 5ª edizione del principale torneo pallavolistico italiano organizzato dalla FIPAV.
Al torneo presero parte dodici squadre, divise in due gironi eliminatori che qualificarono quattro squadre a un girone finale, le cui gare si svolsero a Modena il 29 e il 30 luglio 1950. Lo scudetto andò alla Ferrovieri Parma. Nel girone B l'Ansaldo Genova si ritirò prima dell'inizio del campionato.

## Fase eliminatoria

### Girone A

#### Classifica
| Pos. | Squadra               | Pt | G  | V | P | SV | SP |
| ---- | --------------------- | -- | -- | - | - | -- | -- |
| 1.   | Borsalino Alessandria | 18 | 10 | 9 | 1 | 29 | 12 |
| 2.   | Ferrovieri Parma      | 14 | 10 | 7 | 3 | 26 | 15 |
| 3.   | CSI Brescia           | 10 | 10 | 5 | 5 | 20 | 19 |
| 4.   | Lega Navale Vercelli  | 6  | 10 | 3 | 7 | 17 | 24 |
| 5.   | Libertas Trieste      | 6  | 10 | 3 | 7 | 15 | 24 |
| 6.   | Pallavolo Brescia     | 6  | 10 | 3 | 7 | 12 | 25 |

| Ammesse al Girone Finale | Retrocessa in Serie B |

#### Risultati

##### Tabellone
|                   | Alessandria | Brescia CSI | Brescia Pallavolo | Parma | Trieste | Vercelli |
| ----------------- | ----------- | ----------- | ----------------- | ----- | ------- | -------- |
| Alessandria       | XXX         | 3-1         | 3-0               | 3-2   | 3-1     | 3-0      |
| Brescia CSI       | 2-3         | XXX         | 3-0               | 3-1   | 3-1     | 3-1      |
| Brescia Pallavolo | 0-3         | 3-1         | XXX               | 1-3   | 3-1     | 3-2      |
| Parma             | 3-2         | 3-0         | 3-0               | XXX   | 3-1     | 3-0      |
| Trieste           | 1-3         | 3-1         | 3-0               | 3-2   | XXX     | 1-3      |
| Vercelli          | 2-3         | 1-3         | 3-2               | 2-3   | 3-0     | XXX      |

### Girone B

#### Classifica
| Pos. | Squadra           | Pt | G | V | P | SV | SP |
| ---- | ----------------- | -- | - | - | - | -- | -- |
| 1.   | Robur Ravenna     | 14 | 8 | 7 | 1 | 23 | 10 |
| 2.   | Minelli Modena    | 12 | 8 | 6 | 2 | 20 | 11 |
| 3.   | Adriatica Ravenna | 6  | 8 | 3 | 5 | 13 | 17 |
| 4.   | Ospedalieri Roma  | 6  | 8 | 3 | 5 | 11 | 17 |
| 5.   | Ducati Bologna    | 2  | 8 | 1 | 7 | 10 | 22 |
|      |                   |    |   |   |   |    |    |

| Ammesse al Girone Finale | Retrocessa in Serie B |

#### Risultati

##### Tabellone
|                 | Bologna | Genova | Modena | Ravenna Robur | Ravenna Ruentes | Roma |
| --------------- | ------- | ------ | ------ | ------------- | --------------- | ---- |
| Bologna         | XXX     | –      | 1-3    | 2-3           | 0-3             | 3-1  |
| Genova          | –       | XXX    | –      | –             | –               | –    |
| Modena          | 3-0     | –      | XXX    | 3-2           | 3-0             | 3-0  |
| Ravenna Robur   | 3-1     | –      | 3-2    | XXX           | 3-0             | 3-0  |
| Ravenna Ruentes | 3-2     | –      | 2-3    | 1-3           | XXX             | 1-3  |
| Roma            | 3-1     | –      | 3-0    | 1-3           | 0-3             | XXX  |

## Fase finale

### Classifica
| Pos. | Squadra               | Pt | G | V | P | SV | SP |
| ---- | --------------------- | -- | - | - | - | -- | -- |
| 1.   | Ferrovieri Parma      | 6  | 3 | 3 | 0 | 9  | 4  |
| 2.   | Robur Ravenna         | 2  | 3 | 1 | 2 | 7  | 8  |
| 3.   | Borsalino Alessandria | 2  | 3 | 1 | 2 | 5  | 7  |
| 4.   | Minelli Modena        | 2  | 3 | 1 | 2 | 5  | 8  |

| Campione d'Italia |

### Risultati
|  | Modena-Ravenna      | 3-2 | 15-13, 2-15, 4-15, 15-13, 15-11  |
|  | Parma-Alessandria   | 3-1 | 15-10, 19-17, 13-15, 16-14       |
|  | Parma-Modena        | 3-1 | 15-6, 15-9, 4-15, 15-3           |
|  | Ravenna-Alessandria | 3-2 | 15-5, 13-15, 11-15, 15-12, 15-11 |
|  | Alessandria-Modena  | 3-1 | 15-10, 15-6, 11-15, 16-15        |
|  | Parma-Ravenna       | 3-2 | 17-19, 15-8, 15-9, 12-15, 15-11  |